# Xiayang, Mingxi
Xiayang (kinesiska: 夏阳) är en socken i sydöstra Kina. Den ligger i Mingxi härad i staden Sanming i provinsen Fujian, omkring 190 kilometer väster om provinshuvudstaden Fuzhou. Antalet invånare är 10 753. Befolkningen består av 5 031 kvinnor och 5 722 män. Barn under 15 år utgör 13,0 %, vuxna 15-64 år 73 %, och äldre över 65 år 12,0 %.